# Молния
Мо́лния — электрический искровой разряд в атмосфере, происходит во время грозы, проявляющийся яркой вспышкой света и сопровождающим её громом. Молнии также наблюдаются на Венере, Юпитере, Сатурне, Уране и других планетах. Сила тока в разряде молнии на Земле составляет в среднем 30 кА, иногда достигает 200 кА, напряжение — от десятков миллионов до миллиарда вольт.

## История изучения
Молния издревле является объектом интереса со стороны человека. Её опасные проявления были известны ещё с глубокой древности. В язычестве молнию считали деятельностью наиболее могущественных богов: Зевса в древнегреческой мифологии, Тора — в скандинавской, Перуна — в славянской. Поражение молнией считалось карой божьей. Соответственно, для защиты от молнии совершались определённые ритуалы и обряды. Из античной и славянской мифологии представление о молнии, как об инструменте божественной деятельности перекочевало и в христианство. Несмотря на восприятие молнии как проявления высших сил, тем не менее, уже в античности были выявлены определённые закономерности в поражении объектов молнией. Ещё Фалесом было описано, что молния чаще всего ударяет в высокие отдельно стоящие объекты. В Средние века молния часто становилась причиной пожаров в деревянных городах, откуда пошло правило, что нельзя строить дома выше храма. Храмы, расположенные, как правило на возвышенных местах, выполняли в этих случаях роль молниеотводов. Было также замечено, что металлизированные (в те годы — в основном, позолоченные) купола реже поражаются молнией.
Большой толчок в изучении молнии дало развитие мореплавания. Во-первых, мореплаватели столкнулись с грозами невиданной на суше силы. Во-вторых, обнаружили, что грозы неравномерно распределены по географическим широтам. В-третьих, заметили: при недалеком ударе молнии стрелка компаса испытывает сильные возмущения. В-четвёртых, четко связали появление огней святого Эльма с надвигающейся грозой. Кроме того, именно мореплаватели первыми обратили внимание, что перед грозой возникали явления, похожие на те, что возникают при электризации стекла или шерсти от трения.
Развитие физики в XVII—XVIII веках позволило выдвинуть гипотезу о связи молнии и электричества. В частности, такого представления придерживался М. В. Ломоносов. Электрическая природа молнии была раскрыта в исследованиях американского физика Б. Франклина, по идее которого был проведён опыт по извлечению электричества из грозового облака. Широко известен опыт Франклина по выяснению электрической природы молнии. В 1750 году Франклин опубликовал работу, в которой описан эксперимент с использованием воздушного змея, запущенного в грозу. Опыт Франклина был описан в работе Джозефа Пристли. К началу XIX века большинство учёных уже не сомневалось в электрической природе молнии (хотя существовали и альтернативные гипотезы, например химическая) и основными объектами исследования стали механизм выработки электричества в грозовых облаках и параметры грозового разряда.
В июне 1847 года американский фотограф Томас Мартин Истерли (Thomas Martin Easterly) сделал первую из известных фотографий молнии — «Уличная сцена № 267». Первой фотографией, сделанной с научными целями, считается работа Уильяма Николсона Дженнингса (William Nicholson Jennings), созданная в 1882 году. Первые спектры были запечатлены в 1893 году в Германии. Важный этап в фотофиксации молний произошёл в 1902 году, когда английский физик-экспериментатор Чарлз Вернон Бойс создал специальный фотоаппарат.
В 1989 году были обнаружены особые виды молний в верхней атмосфере: эльфы и спрайты. В 1995 году был открыт другой вид молний в верхней атмосфере — джеты.
В конце XX века при изучении молнии были открыты новые физические явления — пробой на убегающих электронах и фотоядерные реакции под действием гамма-излучения грозового разряда.
Для изучения физики молнии применяются методы наблюдения со спутников.

## Виды
Наиболее часто молния возникает в кучево-дождевых облаках, тогда они называются грозовыми. Иногда молния образуется в слоисто-дождевых облаках, а также при вулканических извержениях, торнадо и пылевых бурях.
Обычно наблюдаются линейные молнии, которые относятся к так называемым безэлектродным разрядам, так как они начинаются (и заканчиваются) в скоплениях заряженных частиц. Это определяет их некоторые до сих пор не объяснённые свойства, отличающие молнии от разрядов между электродами. Так, молнии не бывают короче нескольких сотен метров. Молнии возникают в электрических полях значительно более слабых, чем поля при межэлектродных разрядах. Накопление зарядов, переносимых молнией, происходит за тысячные доли секунды с миллиардов мелких, хорошо изолированных друг от друга частиц, расположенных в объёме нескольких км³. Наиболее изучен процесс развития молнии в грозовых облаках, при этом молнии могут проходить в самих облаках — внутриоблачные молнии, а могут ударять в землю — молния облако-земля. Для возникновения молнии необходимо, чтобы в относительно малом (но не менее некоторого критического) объёме облака образовалось электрическое поле (см. атмосферное электричество) с напряжённостью, достаточной для начала электрического разряда (~ 1 МВ/м), а в значительной части облака существовало бы поле со средней напряжённостью, достаточной для поддержания начавшегося разряда (~ 0,1—0,2 МВ/м). В молнии электрическая энергия облака превращается в тепловую, световую и звуковую.

### Молнии облако-земля
Процесс развития такой молнии состоит из нескольких стадий. На первой стадии в зоне, где электрическое поле достигает критического значения, начинается ударная ионизация, создаваемая вначале свободными зарядами, всегда имеющимися в небольшом количестве в воздухе, которые под действием электрического поля приобретают значительные скорости по направлению к земле и, сталкиваясь с молекулами, составляющими воздух, ионизуют их.
По более современным представлениям, ионизация атмосферы для прохождения разряда происходит под влиянием высокоэнергетического космического излучения — частиц с энергиями 1012—1015 эВ, формирующих широкий атмосферный ливень с понижением пробивного напряжения воздуха на порядок от такового при нормальных условиях.
Запуск молнии происходит от высокоэнергетических частиц, вызывающих пробой на убегающих электронах («спусковым крючком» процесса при этом являются космические лучи). Таким образом возникают электронные лавины, переходящие в нити электрических разрядов — стримеры, представляющие собой хорошо проводящие каналы, которые, сливаясь, дают начало яркому термоионизованному каналу с высокой проводимостью — ступенчатому лидеру молнии.
Движение лидера к земной поверхности происходит ступенями в несколько десятков метров со скоростью ~ 50 000 километров в секунду, после чего его движение приостанавливается на несколько десятков микросекунд, а свечение сильно ослабевает; затем в последующей стадии лидер снова продвигается на несколько десятков метров. Яркое свечение охватывает при этом все пройденные ступени; затем следуют снова остановка и ослабление свечения. Эти процессы повторяются при движении лидера до поверхности земли со средней скоростью 200 000 метров в секунду. По мере продвижения лидера к земле напряжённость поля на его конце усиливается и под его действием из выступающих на поверхности Земли предметов выбрасывается ответный стример, соединяющийся с лидером. Эта особенность молнии используется для создания молниеотвода.
В заключительной стадии по ионизованному лидером каналу следует обратный (снизу вверх), или главный, разряд молнии, характеризующийся токами от десятков до сотен тысяч ампер, яркостью, заметно превышающей яркость лидера, и большой скоростью продвижения, вначале доходящей до ~ 100 000 километров в секунду, а в конце уменьшающейся до ~ 10 000 километров в секунду. Температура канала при главном разряде может превышать 20000—30000 °C. Длина канала молнии может быть от 1 до 10 км, диаметр — несколько сантиметров. После прохождения импульса тока ионизация канала и его свечение ослабевают. В финальной стадии ток молнии может длиться сотые и даже десятые доли секунды, достигая сотен и тысяч ампер. Такие молнии называют затяжными, они наиболее часто вызывают пожары. Но земля не является заряженной, поэтому принято считать, что разряд молнии происходит от облака по направлению к земле (сверху вниз).
Главный разряд разряжает нередко только часть облака. Заряды, расположенные на больших высотах, могут дать начало новому (стреловидному) лидеру, движущемуся непрерывно со скоростью в тысячи километров в секунду. Яркость его свечения близка к яркости ступенчатого лидера. Когда стреловидный лидер доходит до поверхности земли, следует второй главный удар, подобный первому. Обычно молния включает несколько повторных разрядов, но их число может доходить и до нескольких десятков. Длительность многократной молнии может превышать 1 секунду. Смещение канала многократной молнии ветром создаёт так называемую ленточную молнию — светящуюся полосу.

### Внутриоблачные молнии
Внутриоблачные молнии включают в себя обычно только лидерные стадии. Длина таких молний колеблется от 1 до 150 км. Доля внутриоблачных молний растёт по мере смещения к экватору, меняясь от 0,5 в умеренных широтах до 0,9 в экваториальной полосе. Прохождение молнии сопровождается изменениями электрических и магнитных полей и радиоизлучением, так называемыми атмосфериками.
Вероятность поражения молнией наземного объекта растёт по мере увеличения его высоты и с увеличением электропроводности почвы на поверхности или на некоторой глубине (на этих факторах основано действие молниеотвода). Если в облаке существует электрическое поле, достаточное для поддержания разряда, но недостаточное для его возникновения, роль инициатора молнии может выполнить длинный металлический трос или самолёт — особенно, если он сильно электрически заряжен. Таким образом иногда «провоцируются» молнии в слоисто-дождевых и мощных кучевых облаках.

### В верхней атмосфере
Вспышки в верхних слоях атмосферы: стратосфере, мезосфере и термосфере, направленные вверх, вниз и горизонтально, очень слабо изучены. Они подразделяются на спрайты, джеты и эльфы. Окраска вспышек и их форма зависит от высоты, на которой они происходят. В отличие от наблюдаемых на Земле молний, эти вспышки имеют яркий цвет, обычно красный или синий, и покрывают большие пространства в верхних слоях атмосферы, а иногда простираются до границы с космосом.

#### «Эльфы»
Эльфы (англ. Elves; сокр. от Emissions of Light and Very Low Frequency Perturbations from Electromagnetic Pulse Sources) представляют собой огромные, но слабосветящиеся вспышки-конусы диаметром около 400 км, которые появляются непосредственно из верхней части грозового облака. Высота эльфов может достигать 100 км, длительность вспышек — до 5 мс (в среднем 3 мс).

#### Джеты
Джеты представляют собой трубки-конусы синего цвета. Высота джетов может достигать 40—70 км (нижняя граница ионосферы), продолжительность джетов больше, чем у эльфов.

#### Спрайты
Спрайты трудно различимы, но они появляются почти в любую грозу на высоте от 55 до 130 километров (высота образования «обычных» молний — не более 16 километров). Это некое подобие молнии, бьющей из облака вверх. Впервые это явление было зафиксировано в 1989 году случайно. Сейчас о физической природе спрайтов известно крайне мало.
Зеленые призраки (аббревиатура от green emissions from excited oxygen in sprite top («зеленое свечение от возбужденного кислорода в вершинах спрайтов», ghost по-английски призрак) появляются после вспышки красных спрайтов на несколько секунд как зелёное послесвечение. Открыты 25 мая 2019 г., хотя наблюдались с 2014 г. Явление ещё изучается, предположительная гипотеза возникновения — когда верхушки мощных спрайтов ударяются о слой, где происходит свечение атмосферы, на высоте 90 км над поверхностью, атомы кислорода могут на короткое время светиться зелёным цветом.

## Частота
Чаще всего молнии возникают в тропиках.
Местом, где молнии встречаются чаще всего, является деревня Кифука в горах на востоке Демократической Республики Конго. Там в среднем отмечается 158 ударов молний на квадратный километр в год. Также молнии очень часты на Кататумбо в Венесуэле, в Сингапуре, городе Терезина на севере Бразилии и в «Аллее молний» в центральной Флориде.
Согласно ранним оценкам, частота ударов молний на Земле составляет 100 раз в секунду. По современным данным, полученным с помощью спутников, которые могут обнаруживать молнии в местах, где не ведётся наземное наблюдение, эта частота составляет в среднем 44 ± 5 раз в секунду, что соответствует примерно 1,4 миллиарда молний в год.
75 % этих молний ударяет между облаками или внутри облаков, а 25 % — в землю.

## Взаимодействие с поверхностью земли и расположенными на ней объектами
Самые мощные молнии вызывают рождение фульгуритов.
Зачастую молния, попадая в деревья и трансформаторные установки на железной дороге, вызывает их возгорание.
Обычный грозовой разряд опасен для телевизионных и радиоантенн, расположенных на крышах высотных зданий, а также для сетевого оборудования.

### Ударная волна
Разряд молнии является электрическим взрывом и в некоторых аспектах похож на детонацию взрывчатого вещества. Он вызывает появление ударной волны, опасной в непосредственной близости. Ударная волна от достаточно мощного грозового разряда на расстояниях до нескольких метров может наносить разрушения, ломать деревья, травмировать и контузить людей даже без непосредственного поражения электрическим током. Например, при скорости нарастания тока 30 тысяч ампер за 0,1 миллисекунду и диаметре канала 10 см могут наблюдаться следующие давления ударной волны:
- на расстоянии от центра 5 см (граница светящегося канала молнии) — 0,93 МПа,
- на расстоянии 0,5 м — 0,025 МПа, вызывает разрушение непрочных строительных конструкций и травмы человека,
- на расстоянии 5 м — 0,002 МПа (выбивание стёкол и временное оглушение человека).

На бо́льших расстояниях ударная волна вырождается в звуковую волну — гром.

### Люди, животные и молния
Молнии — серьёзная угроза для жизни людей и животных. Поражение человека или животного молнией часто происходит на открытых пространствах, так как электрический ток идёт по каналу наименьшего электрического сопротивления.
Поражение обычной линейной молнией внутри здания невозможно. Однако бытует мнение, что так называемая шаровая молния может проникать внутрь здания через щели и открытые окна.
В организме пострадавших отмечаются такие же патологические изменения, как при поражении электрическим током. Жертва теряет сознание, падает, могут отмечаться судороги, часто останавливается дыхание и сердцебиение. На теле обычно можно обнаружить «метки тока», места входа и выхода электричества. В случае смертельного исхода причиной прекращения основных жизненных функций является внезапная остановка дыхания и сердцебиения от прямого действия молнии на дыхательный и сосудодвигательный центры продолговатого мозга. На коже часто остаются так называемые знаки молнии, древовидные светло-розовые или красные полосы, исчезающие при надавливании пальцами (сохраняются в течение 1—2 суток после смерти). Они — результат расширения капилляров в зоне контакта молнии с телом.
Пострадавший от удара молнией нуждается в госпитализации, так как подвержен риску расстройств электрической активности сердца. До приезда квалифицированного медика ему может быть оказана первая помощь. В случае остановки дыхания показано проведение реанимации, в более лёгких случаях помощь зависит от состояния и симптомов.
По одним данным, каждый год в мире от удара молнии погибают 24 000 человек и около 240 000 получают травмы. По другим оценкам, в год в мире от удара молнии погибает 6000 человек.
В США из тех, кто получил удар молнией, погибают 9—10 %, что приводит к 40—50 смертям в год в стране.
Вероятность, что житель США получит удар молнией в текущем году, оценивается как 1 из 960 000, вероятность того, что он когда-либо в жизни (при продолжительности жизни 80 лет) получит удар молнией, составляет 1 из 12 000.
Американец Рой Салливан, сотрудник национального парка, известен тем, что на протяжении 35 лет был семь раз поражён молнией и остался в живых.

### Деревья и молния
Высокие деревья — частая мишень для молний. На реликтовых деревьях-долгожителях легко можно найти множественные шрамы от молний — громобоины. Считается, что одиночно стоящее дерево чаще поражается молнией, хотя в некоторых лесных районах громобоины можно увидеть почти на каждом дереве. Сухие деревья от удара молнии загораются. Чаще удары молнии бывают направлены в дуб, реже всего — в бук, что, по-видимому, зависит от различного количества жирных масел в них, представляющих большее или меньшее сопротивление проведению электричества.
Молния проходит в стволе дерева по пути наименьшего электрического сопротивления, с выделением большого количества тепла, превращая воду в пар, который раскалывает ствол дерева или чаще отрывает от него участки коры, показывая путь молнии. В следующие сезоны деревья обычно восстанавливают повреждённые ткани и могут закрывать рану целиком, оставив только вертикальный шрам. Если ущерб является слишком серьёзным, ветер и вредители в конечном итоге убивают дерево.
Деревья являются естественными громоотводами, и, как известно, обеспечивают защиту от удара молнии для близлежащих зданий. Посаженные возле здания, высокие деревья улавливают молнии, а высокая биомасса корневой системы помогает заземлять разряд молнии.
По этой причине опасно прятаться от дождя под деревьями во время грозы, особенно под высокими или одиночными на открытой местности.
Из деревьев, поражённых молнией, делают музыкальные инструменты, приписывая им уникальные свойства.

### Молния и электрооборудование
Разряды молний представляют большую опасность для электрического и электронного оборудования. При прямом попадании молнии в провода в линии возникает перенапряжение, вызывающее разрушение изоляции электрооборудования, а большие токи обуславливают термические повреждения проводников. В связи с этим аварии и пожары на сложном технологическом оборудовании могут возникать не мгновенно, а в период до восьми часов после попадания молнии. Для защиты от грозовых перенапряжений электрические подстанции и распределительные сети оборудуются различными видами защитного оборудования такими как разрядники, нелинейные ограничители перенапряжения, длинноискровые разрядники. Для защиты от прямого попадания молнии используются молниеотводы и грозозащитные тросы. Для электронных устройств представляет опасность также и электромагнитный импульс, создаваемый молнией, который может повреждать оборудование на расстоянии до нескольких километров от места удара молнии. Достаточно уязвимыми для электромагнитного импульса молнии являются локальные вычислительные сети.

### Молния и авиация
Атмосферное электричество вообще и молнии в частности представляют значительную угрозу для авиации. Попадание молнии в летательный аппарат вызывает растекание тока большой величины по его конструкционным элементам, что может вызвать их разрушение, пожар в топливных баках, отказы оборудования, гибель людей. Для снижения риска металлические элементы наружной обшивки летательных аппаратов тщательно электрически соединяются друг с другом, а неметаллические элементы металлизируются. Таким образом, обеспечивается низкое электрическое сопротивление корпуса. Для стекания тока молнии и другого атмосферного электричества с корпуса летательные аппараты оборудуются разрядниками.
Ввиду того, что электрическая ёмкость самолёта, находящегося в воздухе, невелика, разряд «облако-самолёт» обладает существенно меньшей энергией по сравнению с разрядом «облако-земля». Наиболее опасна молния для низколетящего самолёта или вертолёта, так как в этом случае летательный аппарат может сыграть роль проводника тока молнии из облака в землю. Известно, что самолёты на больших высотах сравнительно часто поражаются молнией и тем не менее, случаи катастроф по этой причине единичны. В то же время известно очень много случаев поражения самолётов молнией на взлёте и посадке, а также на стоянке, которые закончились катастрофами или уничтожением летательного аппарата.
Известные авиационные катастрофы, вызванные молнией:
- Катастрофа Ил-12 под Зугдиди (1953 год) — 18 погибших, в том числе Народная артистка Грузинской ССР и Заслуженная артистка РСФСР Нато Вачнадзе
- Катастрофа L-1649 под Миланом (1959 год) — 69 погибших (официально — 68)
- Катастрофа Boeing 707 в Элктоне (1963 год) — 81 погибший. Занесена в книгу рекордов Гиннесса, как наибольшее число погибших из-за удара молнии. После неё в правила по созданию новых самолётов внесли пункт об испытаниях на попадания молний.

### Молния и корабли
Молния представляет собой угрозу для надводных кораблей ввиду того, что последние приподняты над поверхностью моря и имеют много острых элементов (мачты, антенны), являющихся концентраторами напряжённости электрического поля. Во времена деревянных парусников, обладающих высоким удельным сопротивлением корпуса, удар молнии практически всегда заканчивался для корабля трагически: корабль сгорал или разрушался, от поражения электрическим током гибли люди. Клёпаные стальные суда также были уязвимы для молнии. Высокое удельное сопротивление заклёпочных швов вызывало значительное локальное тепловыделение, что приводило к возникновению электрической дуги, пожарам, разрушению заклёпок и появлению водотечности корпуса.
Сварной корпус современных судов обладает низким удельным сопротивлением и обеспечивает безопасное растекание тока молнии. Выступающие элементы надстройки современных судов надёжно электрически соединяются с корпусом и также обеспечивают безопасное растекание тока молнии, а молниеотводы гарантируют защиту людей, находящихся на палубах. Поэтому для современных надводных кораблей молния не опасна.

### Деятельность человека, вызывающая молнии
При мощных наземных ядерных взрывах недалеко от эпицентра под действием электромагнитного импульса могут появиться молнии. Только в отличие от грозовых разрядов, эти молнии начинаются от земли и уходят вверх.

## Рекордные молнии
ВМО в 2025 году инструментально подтвердила, что самая длинная молния длиной 829 километров в США, зафиксированная в октябре 2017 года между штатами Техас и Канзас, установила новый мировой рекорд по протяженности. "Мегамолния произошла в октябре 2017 года во время крупного грозового комплекса. Она простиралась от восточного Техаса до Канзас-Сити, что эквивалентно расстоянию между Парижем и Венецией в Европе. Чтобы преодолеть это расстояние, автомобилю потребуется около восьми-девяти часов, а коммерческому самолету - не менее 90 минут", — сказано в документе. Погрешность нового рекорда в 829 км составляет ± 8 км. Это на 61 километр больше предыдущего рекорда, который преодолел расстояние в 768 километров ± 8 км через некоторые районы юга США 29 апреля 2020 года.
Вторая по  длине молния была зафиксирована 29 апреля 2020 года на границе штатов Миссисипи и Техас. Она простиралась от Хьюстона до юго-востока Миссисипи, что равно расстоянию между Колумбусом (штат Огайо) и Нью-Йорком. Её протяжённость составила 768 км (3-й предыдущий рекордсмен в 709 км был зафиксирован в южной Бразилии 31 октября 2018 года в долине реки Ла-Плата).
Самая продолжительная по времени молния была зафиксирована 18 июня 2020 года в Аргентине, её длительность составила 17,1 секунды(предыдущий рекорд был зарегистрирован 4 марта 2019 года также в северной Аргентине и составил 16,73 секунд). 
Рекордно большая разность потенциалов во время грозы в 1,3 ГВ была зарегистрирована в 2014 г.
Самая мощная молниевая активность была зарегистрирована 15 января 2022 года во время извержения вулкана Хунга-Тонга-Хунга-Хаапай — фиксировалось более 2600 вспышек в минуту, тогда же зафиксирована самая высотная оптическая молния на высоте 20-30 км.

## В культуре

### В древнегреческих мифах
- Асклепий, Эскулап — сын Аполлона — бог врачей и врачебного искусства, не только исцелял, но и оживлял мёртвых. Чтобы восстановить нарушенный мировой порядок Зевс поразил его своей молнией[47].
- Фаэтон — сын бога Солнца Гелиоса — однажды взялся управлять солнечной колесницей своего отца, но не сдержал огнедышащих коней и едва не погубил в страшном пламени Землю. Разгневанный Зевс поразил Фаэтона своей молнией.